# Stařeč
Stařeč (tyska Strasch) är en köping i Tjeckien.   Den ligger i regionen Vysočina, i den centrala delen av landet, 140 km sydost om huvudstaden Prag. Stařeč ligger 453 meter över havet och antalet invånare är 1 539.
Terrängen runt Stařeč är platt åt sydost, men åt nordväst är den kuperad.Runt Stařeč är det ganska glesbefolkat, med 50 invånare per kvadratkilometer. Närmaste större samhälle är Třebíč, 4,3 km öster om Stařeč. Trakten runt Stařeč består till största delen av jordbruksmark.